# 毛家宕遗址
毛家宕遗址及石刻，即毛家宕毛坯石雕，位于中国浙江省宁波市海曙区鄞江镇光溪村毛家自然村上化山东侧，形成于北宋末期，原埋藏于毛家宕及其东和东北带的山宕宕渣内，被发现后集中至现址安放，有武将像、文臣像、石虎及龟趺，其中放置于最北侧的武将像雕刻最完整，2010年9月公布为鄞州区文物保护单位，2018年12月28日因行政区划调整公布为海曙区文物保护单位。